# 1931 год в СССР

## Январь
- 24 января — открылась цыганская театральная студия «Индо-Ромэн», впоследствии студия преобразована в Московский музыкально-драматический цыганский театр «Ромэн»
- 30 января — ЦИК и СНК СССР приняли постановление «Об образовании Народного комиссариата водного транспорта Союза ССР» (Наркомвода)

## Февраль
- Февраль — в СССР введены трудовые книжки для промышленных рабочих.
- 4 февраля — в Курске заработала первая в СССР ветроэлектростанция.

## Март
- 8 марта — Советско-турецкое Соглашение о сокращении вооружений в зоне Чёрного моря.

## Май
- 14 мая — Премьера немого Тихого Дона
- 15 мая — вступил в строй рудник Магнитогорского металлургического комбината
- 26 мая — В Харбине создана крупнейшая организация русского зарубежья — Российская фашистская партия.

## Июнь
- 9 июня — в 01.30 ночи из Ленинграда в Москву отправился первый скорый фирменный поезд «Красная стрела». Время в пути 9 часов 45 минут
- 15 июня 
  - СССР и Польша заключают Договор о дружбе и торговом сотрудничестве.
  - принято решение о строительстве Московского метрополитена
- 24 июня — СССР и Афганистан заключают Договор о нейтралитете.
- 24 июня — в «Правде» напечатана статья Максима Горького «Об антисемитах».

## Июль
- 12 июля — под Наро-Фоминском потерпел крушение самолёт АНТ-9. После этого членам Политбюро было запрещено летать на самолётах.
- Открыта Всесоюзная фабрика кинохроники «Союзкинохроника»[1]

## Август
- 1 августа — в Москве в Парке культуры и отдыха открылась «Антиимпериалистическая выставка». Среди 476 работ 175 участников экспонировались произведения Самуила Адливанкина, Фёдора Богородского, Сергея Герасимова, Александра Дейнеки, Александра Осмёркина и других художников

## Сентябрь
- 12 сентября — Организован Ташкентский институт инженеров железнодорожного транспорта.
- 9 сентября — в авиакатастрофе погиб Виктор Осипович Писаренко — лётчик-испытатель, участник перелётов, конструктор.

## Октябрь
- 1 октября — Харьковский тракторный завод выпустил первый трактор.
- 10 октября постановлением ВЦИК присвоено наименование Нарьян-Мард (в дальнейшем Нарьян-Мар) вновь образованному посёлку в Ненецком НО.
- 11 октября — первый полёт пассажирского самолёта Сталь-2.

## Ноябрь
- 13 ноября — образован «Дальстрой» — государственный трест по дорожному и промышленному строительству в районе Верхней Колымы (с 1938 г. — Главное Управление строительства Дальнего Севера НКВД СССР «Дальстрой»), специализированный государственный институт (суперорганизация, «комбинат особого типа»), осуществивший в 30—50 гг. XX столетия освоение Северо-Востока СССР.

## Декабрь
- 3 декабря — первый полёт самолётов проекта «Звено» конструкции В. С. Вахмистрова (На ТБ-1 — лётчик А. И. Залевский и второй пилот А. Р. Шарапов. На И-4 — В. П. Чкалов и А. Ф. Анисимов).
- 5 декабря — В Москве разрушено здание Храма Христа Спасителя.
- 28 декабря — в Саратове открыт авиазавод № 292 ныне ЗАО «Саратовский авиационный завод»
- 31 декабря — пуск Саратовского завода комбайнов.
- декабрь — Начало Казымского восстания в Ханты-Мансийском округе

## Без точных дат
- В Москве Алексей Дикий организует театрально-литературную мастерску, позже названную «Студией Дикого»
- В СССР запрещена музыка Сергея Рахманинова, объявленного «декадентом»
- В СССР на новом подвижном составе началась установка автоматических тормозов с воздухораспределителем конструкции И. К. Матросова
- На заводе редких элементов налажен выпуск радия
- первый полёт легкомотрного самолёта Омега, конструкции лётчика и инженера А. Н. Грацианского
- Снят первый советский звуковой фильм «Путёвка в жизнь» (о Болшевской коммуне М. С. Погребинского в Подмосковье)[2].
- Открыт Тушинский аэродром

## Родились
- 12 апреля — Леонид Дербенёв, советский и российский поэт-песенник[3]